# 472
472 (CDLXXII) je bilo prestopno leto, ki se je po julijanskem koledarju začelo na soboto.

## Dogodki
- 1. januar